# Macrotomoxia gardneri
Macrotomoxia gardneri là một loài bọ cánh cứng trong họ Mordellidae. Loài này được Blair miêu tả khoa học năm 1931.